# Tuc deth Plan dera Sèrra
El Tuc deth Plan dera Sèrra és una muntanya de 1.977 metres que es troba entre els municipis de Bossòst, a la comarca de la Vall d'Aran i França.